# Falkes de Breaute
Falkes de Breaute (... – Roma, 1226) è stato un condottiero e cavaliere medievale britannico, anglo-normanno, che scalò i vertici della corte servendo, con lealtà, dapprima Giovanni d'Inghilterra e poi Enrico III d'Inghilterra durante la Prima guerra dei baroni. Giocò un ruolo chiave nella Battaglia di Lincoln del 1217 e sette anni dopo cadde in disgrazia quando attentò a Hubert de Burgh, che allora era reggente per Enrico III.

## Biografia

### Dal nulla alla corte di re Giovanni
Le origini di Falkes sono oscure: era sicuramente di origini normanne e viene descritto come il figlio illegittimo di un cavaliere normanno e della sua concubina che vivevano, probabilmente, attorno al villaggio di Bréauté. Altri cronacotecari, invece, ritengono che fosse di origini ben più comuni e che il suo primo nome derivi dallo strumento, la falce, che aveva usato per assassinare un uomo, usato in segno di disprezzo. I primi dati storici certi su di lui cominciano nel 1206 quando fu mandato da Giovanni d'Inghilterra a combattere nel Poitou: quando egli fu di ritorno, l'anno seguente, fu ricompensato con la carica di governatore di Glamorgan e Wenlock e, intorno a quel periodo, fu nominato cavaliere. Successivamente fu nominato Connestabile di Carmarthen, di Cardigan e della Gower Peninsula. Nelle Marche gallesi si costruì la reputazione di uomo spaventoso a seguito della distruzione dell'Abbazia di Strata Florida perpetrata nel 1212 a seguito dell'opposizione dei monaci verso il re.
Questo non gli impedì di godere del favore del sovrano che lo mandò spesso in missione all'estero, sia nel Poitou sia nelle Fiandre. Si è detto spesso che egli non fosse altro che una sorta di mercenario, ma pare invece che egli fosse un realista leale che aveva giurato di attenersi ai principi sanciti dalla Magna Charta. Il potere di Falkes si accrebbe con lo scoppio della Prima guerra dei baroni come un suddito di indubitabile fede reale che si era guadagnato l'odio sia dei baroni sia dei capi degli ordini monastici. Nel 1215 egli raggiunse il titolo di intendente del re, titolo che tenne per tutto l'anno seguente. Il 28 novembre 1215 catturò Hanslope, nel Buckinghamshire, e subito dopo prese il Castello di Bedford che apparteneva a William de Beauchamp (1185circa-1260). Come ricompensa gli venne concesso di tenere il castello.
Nel 1216 Giovanni divise l'esercito fra Guglielmo Longespée e quattro comandanti "esterni" fra cui anche Falkes; quando, nello stesso anno, Luigi VIII di Francia tentò un'invasione, Falkes fu messo a dura prova nel tenere Oxford lontano dalla presa dei baroni e il 17 luglio Ranulph de Blondeville riuscì a prendere e saccheggiare Worcester che si era alleata con i baroni. In ricompensa per i suoi servigi, Falkes ricevette la mano di Margaret, figlia di Warin Fitzgerald, il ciambellano reale. Margaret era la vedova di Baldwind de Revieres, che era stato erede del Contado di Devon e che era morto nel 1216. Quando William de Redviers, quinto conte di Devon, morì il 10 settembre 1217, il figlio di Margaret, nato quell'anno, divenne l'erede al titolo e fu nominato sesto conte del Devon, facendo di Falkes il patrigno di un nobile e il reggente del titolo fino al compimento della maggiore età del piccolo Baldwin. In aggiunta, Margaret gli portò in dote anche l'Isola di Wight. Quando Giovanni morì il 16 ottobre 1216 Falkes fu tra i suoi esecutori testamentari.

### Al servizio di Enrico
L'erede al trono era il figlio di nove anni di Giovanni, Enrico che Falkes servì con la stessa devozione che aveva usato per il padre. Egli era divenuto sceriffo di Cambridgeshire, Oxfordshire, Buckinghamshire, Northamptonshire e Bedfordshire e rappresentava la maggiore spina nel fianco di Luigi VIII di Francia e dei baroni, nonostante egli nel 1217 avesse perso sia Hertford che il Cambridgeshire. il 22 gennaio di quell'anno Falkes e i suoi uomini commisero una delle loro peggiori atrocità attaccando St Albans con ferocia perché era giunta a patti con i baroni, sebbene lo avesse dovuto fare sotto costrizione. Dopo essersi scagliati contro la città i suoi soldati si diressero all'abbazia dove uccisero il cuoco e lasciarono vivi gli altri solo dopo il pagamento di 200 £. I suoi uomini si diressero quindi verso l'Abbazia di Warden, Falkes alla fine risarcì gli abitanti di St. Albans anche se pare che lo abbia fatto solo per compiacere la moglie.
Alla fine di febbraio egli condusse i realisti verso l'infruttuoso tentativo di prendere il porto di Rye, egli prese quindi l'Isola di Ely e poco dopo giocò un ruolo importante nella Battaglia di Lincoln (1217). Egli raggiunse De Blondeville che stava assediando Mountsorrel così che i ribelli dovettero dividersi in due: Luigi VIII rimase ad assediare Dover, mentre i baroni andarono verso la cittadina. Dopo aver liberato Mountsorrel i baroni si diressero verso Lincoln per assistere dei commilitoni che stavano assediando il suo castello che rimaneva leale a Enrico. Lì le forze realiste furono raggiunte dai rinforzi comandati da Guglielmo il Maresciallo che ingaggiò una battaglia nelle strade del villaggio. Prima che lo scontro iniziasse Falkes era entrato nel castello e con i suoi arcieri lanciò una pioggia di frecce sui ribelli che combattevano al di sotto.
La battaglia si concluse con una vittoria netta dei realisti e per celebrare l'evento la corte diede grandi feste presso Northampton a cui anche Falkes partecipò e questo si può dire che fu l'apice della sua carriera. Lui come molti altri comandanti fu alienato dalla corte dal Gran giustiziere Hubert de Burgh che tentò anche di mettere le mani sui castelli che essi avevano conquistato e tenuto per sé. Grazie a tutte le imprese compiute nel corso degli anni Falkes fu a lungo considerato in una posizione pressoché inattaccabile, riuscì a evitare i giudizi che erano stati espressi contro di lui nel 1218 e 1219 e riuscì a conservare la carica di Sceriffo in tutte le sue giurisdizioni. Fra il 1218 e 1219 servì anche come Giudice di pace per l'Essex, l'East Anglia e l'Hertfordshire e nel 1217 alla morte di William de Redviers, V conte di Devon aveva ereditato il castello di Plympton.
Le azioni da lui compiute gli fruttarono gloria, ma anche un gran numero di nemici fra cui il potente Guglielmo il Maresciallo e Guglielmo Longespée a causa dell'appoggio che Falkes aveva dato a Nicola de la Haye per la carica di Connestabile del Castello di Lincoln, carica che invece Longespée voleva per sé. Falkes tuttavia rimaneva un cittadino di estrazione non nobile e questo indeboliva la sua posizione, non aveva terre sue che lo sostenessero e doveva fare sempre più assegnamento sul favore dei nobili come Ranulph de Blondeville e Peter des Roches (morto il 9 giugno 1238) Vescovo di Winchester che lo supportavano a causa del loro scarso apprezzamento per la persona di de Burgh. Nel 1222 Falkes collaborò proprio con lui per sopprimere una rivolta scoppiata a Londra e tre dei rivoltosi furono giustiziati senza processo.

### Ribellione ed esilio
L'ascendente di de Burgh alla corte andava aumentando e questo portava a una maggiore vicinanza di Falkes e dei suoi alleati, le cose cominciarono a scaldarsi davvero quando de Burgh e il re furono costretti a rifugiarsi a Northampton nel novembre 1223 perché Falkes insieme a Blondeville, Gilberto di Clare, V conte di Gloucester e altri nobili tentò di prendere la Torre di Londra. Una nuova guerra civile fu evitata grazie all'intervento di Simon Langton (morto 1248) Arcivescovo di York, ma dopo un colloquio fallito nel mese di dicembre la tensione tornò a salire. Sotto la minaccia di scomunica i rivoltosi tornarono alla corte del al 30 dello stesso mese con la perdita delle cariche di Sceriffo e dei loro castelli. Falkes perse il Castello di Hertford e parte dei suoi sceriffati, i rimanenti gli furono tolti il 18 gennaio 1224. A questo punto de Burgh e i suoi alleati ebbero gioco facile a chiedere che egli rinunciasse anche ai castelli di Bedford e Plympton, rigettando le sue proteste secondo le quali quest'ultimo era parte della dote della moglie. Egli continuò a rifiutarsi nonostante le ingiunzioni e il 16 giugno suo fratello William catturò Henry di Braybrooke (morto 1234), uno dei giustizieri mandati dal re per giudicarlo.
La mossa non fu scaltra, la corte del re era lontana appena 20 miglia impegnata a discutere di come difendere il Poitou e il 20 giugno strinsero d'assedio il Castello di Bedford, per colmo di misura Langton scomunicò i due fratelli e tutti i componenti dell'esercito dei Breaute. L'assedio durò otto settimane con ingenti perdite da parte dei difensori, alla fine William venne catturato con 80 uomini e poiché rifiutarono di chiedere perdono vennero uccisi. Rimasto senza il fratello a Falkes non rimase che arrendersi, il 19 agosto chiese il perdono reale in cambio della perdita di tutti i suoi possedimenti, anche la moglie si allontanò chiedendo il divorzio sulla base delle forzature che erano state esercitate su di lei perché lo sposasse otto anni prima, non ebbe successo, ma cercò di riprendersi almeno parte delle sue terre con un certo successo. Il 25 agosto Falkes rinunciò a tutte le sue proprietà e scelse di andare in esilio in Francia piuttosto che affrontare un giudizio dei baroni. Egli arrivò quindi in Normandia e fu arrestato presso Compiègne da Luigi VIII come vendetta per le umiliazioni subite in guerra e venne rilasciato solo l'anno seguente dietro l'intervento del papa per via delle insegne da crociato che aveva preso nel 1221.
Falkes si recò quindi a Roma dove scrisse una lunga difesa delle proprie azioni e dove pregò il pontefice di aiutarlo, non solo in quanto crociato, ma perché era stato scomunicato ingiustamente. Sulla via del ritorno per l'Inghilterra fu catturato in Borgogna da un cavaliere che egli stesso imprigionato durante la guerra e solo l'intervento papale lo salvò di nuovo. Dopo quell'episodio andò a vivere a Troyes, ma fu espulso anche dalla Francia perché rifiutò di rendere omaggio a Luigi VIII. Si recò di nuovo a Roma dove morì nel 1226 probabilmente per aver mangiato del pesce avvelenato.